# Statthalterschaft Wologda

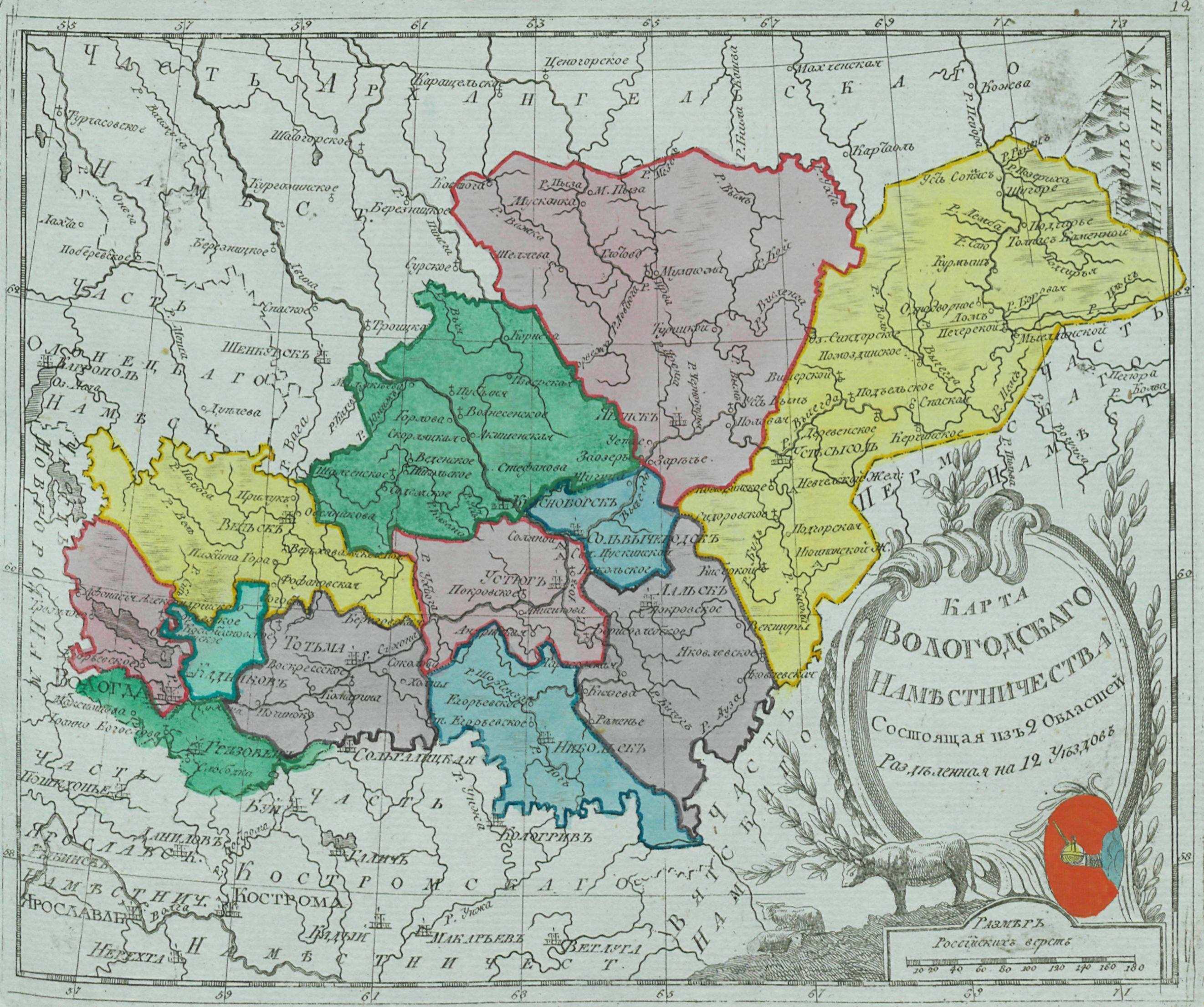
Historische Karte der Statthalterschaft Wologda im Jahr 1792

Die Statthalterschaft Wologda (russisch Волого́дское наме́стничество, transkribiert Wologodskoje namestnitschestwo, wiss. Transliteration Vologodskoe namestničestvo) war eine Verwaltungseinheit des Russischen Kaiserreiches die von 1780 bis 1796 bestand.

## Lage
Die Statthalterschaft befand sich im Nordwesten des Russischen Kaiserreiches. Im Nordosten grenzte sie an die Statthalterschaft Tobolsk, im Osten an die Statthalterschaft Perm, im Osten an die Statthalterschaft Wjatka, im Südosten an die Statthalterschaft Kostroma und die Statthalterschaft Jaroslawl, im Südwesten an die Statthalterschaft Nowgorod und im Westen an die Statthalterschaft Olonez.

## Geschichte
Die Statthalterschaft Wologda wurde am 14. Januarjul. / 25. Januar 1780greg. per Ukas Katharinas der Großen, durch Auflösung des bis zu dieser Zeit bestehenden Gouvernements Archangelgorod geschaffen. Administrativ wurde die Statthalterschaft in drei Oblaste aufgeteilt, die Oblast Archangelsk, die Oblast Weliki Ustjug und die Oblast Wologda. Am 15. Märzjul. / 26. März 1784greg. erfolgte, durch einen weiteren Ukas Katharinas der Großen, die Abspaltung der Oblast Archangelsk als Statthalterschaft Archangelsk.
Die Statthalterschaft Wologda wurde am 1. Dezemberjul. / 12. Dezember 1796greg. durch einen Ukas Pauls des Ersten aufgelöst. Auf ihrem Gebiet wurde das Gouvernement Wologda gebildet.

## Verwaltungsgliederung
Die folgende Tabelle zeigt die Verwaltungsgliederung der Statthalterschaft Wologda im Jahr 1780.
| Name der Verwaltungseinheit | Administratives Zentrum | Ujesdy | Administratives Zentrum des Ujesd                                            |
| --------------------------- | ----------------------- | --- | ---------------------------------------------------------------------------- |
| Oblast Archangelsk          | Archangelsk             | Archangelski ujesd Cholmogorski ujesd Kolski ujesd Mesenski ujesd Oneschski ujesd Pineschski ujesd Schenkurski ujesd       | Archangelsk Cholmogory Kola Mesen Onega Pinega Schenkursk                    |
| Oblast Weliki Ustjug        | Weliki Ustjug           | Krasnoborski ujesd Lalski ujesd Nikolski ujesd Solwytschegodski ujesd Ust-Syssolski ujesd Jarenski ujesd Welikoustjuschski | Krasnoborsk Lalsk Nikolsk Solwytschegodsk Ust-Syssolsk Jarensk Weliki Ustjug |
| Oblast Wologda              | Wologda                 | Grjasowezki ujesd Kadnikowski ujesd Totemski ujesd Welski ujesd Wologodski ujesd                                           | Grjasowez Kadnikow Totma Welsk Wologda                                       |

## Statthalter und General-Gouverneure
Die Statthalterschaft wurde durch einen Statthalter, den so genannten Namestnik (russisch наме́стник), verwaltet und durch einen General-Gouverneur kontrolliert.

### Statthalter
- Alexei Petrowitsch Melgunow (1780–1784)
- Pjotr Fjodorowitsch Mesenzow (1784–1792)
- Nikolai Dmitrijewitsch Schetnew (1793–1798)

### General-Gouverneure
- Grigori Dmitrijewitsch Makarow (1780–1788)
- Jewgeni Petrowitsch Kaschkin (1788–1793)
- Pjotr Wassiljewitsch Lopuchin (1794–1796)